# Справочное бюро по народонаселению
Справочное бюро по народонаселению (PRB) — это частная некоммерческая организация, специализирующаяся на сборе и предоставлении статистических данных, необходимых для исследовательских и/или академических целей, посвященных окружающей среде, здоровью и структуре населения.Организация работает в Соединенных Штатах и за рубежом с широким кругом партнеров в государственном, некоммерческом, исследовательском, деловом и благотворительном секторах

## История
В начале 1930-х годов Справочное бюро по народонаселению делило офисные помещения с Американской ассоциацией народонаселения, созданной в мае 1931 года в Нью-Йорке. Эта ассоциация фокусирует свою работу на многих аспектах, таких как репродуктивное здоровье и фертильность, проблемы детей и семей, глобальное здоровье, урбанизация и многое другое.

## Финансирование и партнеры
PRB получает поддержку от ряда фондов, неправительственных организаций и правительственных агентств. Примеры такого финансирования включают Фонд Энни Э. Кейси, Школу общественного здравоохранения Блумберга Джонса Хопкинса, Бюро переписи населения США и Всемирную организацию здравоохранения. Пожертвования принимаются организацией через свой веб-сайт.
PRB сотрудничает с примерно 80 другими организациями по всему миру, в таких странах, как Судан, Египет, Уганда, и др. Эти партнеры различаются по направлениям и местоположению: от известных исследовательских институтов, таких как Международный центр исследований женщин, до государственных учебных заведений, таких как Университет Южной Флориды.

## Возможности организации
Справочное бюро по народонаселению имеет множество возможностей по предоставлению информации людям по всему миру о населении, здоровье и окружающей среде. Организация специализируется на переводе демографических данных о населении и исследованиях в области здравоохранения, анализе демографических данных США и других стран, социальных и экономических тенденций, а также на расширении платформы для общих исследований баз данных.

## Услуги
Справочное бюро по народонаселению предлагает ежегодный список данных о мировом населении, который представляет собой диаграмму, содержащую данные из 200 стран, касающиеся важных демографических переменных и показателей здоровья, таких как общая численность населения, коэффициенты фертильности, уровни детской смертности, распространенность ВИЧ / СПИДа и использование противозачаточных средств.
Онлайн-данные PRB позволяют пользователям искать в базе данных сотни демографических, медицинских, экономических и экологических переменных для стран и регионов по всему миру, таких как Ближний Восток, Латинская Америка и страны Африки к югу от Сахары. База данных содержит научные статьи по широкому кругу тем, от неинфекционных заболеваний и питания до рабочей силы и планирования семьи.
Справочное бюро по народонаселению также издает Справочник по народонаселению, который содержит информацию о демографических концепциях, чтобы помочь в просвещении общественности по демографическим исследованиям.
Среди них другие инструменты для сбора данных по народонаселению, доступные общественности в Справочном бюро по народонаселению, включающие демографические бюллетени и настраиваемые учебные и образовательные материалы, представленные в визуальных, письменных и онлайн-публикациях.

## Программы и проекты
Метод, используемый Справочным бюро по народонаселению, предполагает сосредоточение внимания на обучении людей в проектных областях, а затем их использование для внесения изменений в группы населения.
Справочное бюро по народонаселению имеет как прошлые, так и текущие программы и проекты обслуживания по всему миру, в основном сосредоточенные в Соединенных Штатах и некоторых частях развивающегося мира, включая страны Африки к югу от Сахары и Ближний Восток. Проекты в Соединенных Штатах варьируются от анализа демографических и экономических данных до проектов, помогающих собирать данные для исследования американского сообщества, и изучения факторов старения и факторов здоровья детей. Международные проекты сосредоточены на изучении проблем здоровья и болезней групп риска, планировании семьи и репродуктивном здоровье, а также на дальнейшем использовании полученных знаний для создания программ по улучшению жизни сообществ. Текущие проекты Справочного бюро по народонаселению включают: Демографические и социально-экономические тенденции в Аппалачском регионе США, Борьба с факторами риска неинфекционных заболеваний среди молодежи в Латинской Америке и Карибском бассейне, Северной Африке и на Ближнем Востоке, в Азии и Африке, а также их текущий проект; Доказательства прекращения калечащих операций на женских половых органах / обрезания по всему миру.